# Кіровська міська рада (Хрестівка)
Кі́ровська міська́ ра́да — адміністративно-територіальна одиниця та орган місцевого самоврядування у Донецькій області. Адміністративний центр — місто Хрестівка.

## Загальні відомості
- Територія ради: 7,25 км²
- Населення ради: 28 149 осіб (станом на 1 лютого 2014 року)[1]

## Населені пункти
Міській раді підпорядковані населені пункти:
- м. Хрестівка

## Склад ради
Рада складається з 36 депутатів та голови.
- Голова ради:
- Секретар ради: Гречушкіна Лариса Володимирівна

### Керівний склад попередніх скликань
| Прізвище, ім'я, по батькові | Основні відомості                                                                    | Дата обрання | Дата звільнення |
| --------------------------- | ------------------------------------------------------------------------------------ | ------------ | --------------- |
| Мандрус Віктор Григорович   | Міський голова, 1953 року народження, член Партії регіонів                           | 26.03.2006   | 31.10.2010      |
| Куліш Ольга Миколаївна      | Міський голова, 1951 року народження, освіта вища, член Комуністичної партії України | 31.10.2010   | 22.05.2013      |

Примітка: таблиця складена за даними сайту Верховної Ради України

### Депутати
За результатами місцевих виборів 2010 року депутатами ради стали:

#### За суб'єктами висування
| Суб'єкт висування                 | Кількість обраних депутатів | %    |
| --------------------------------- | --------------------------- | ---- |
| Партія регіонів                   | 21                          | 58,3 |
| Комуністична партія України       | 10                          | 27,8 |
| Політична партія «Союз Лівих Сил» | 2                           | 5,6  |
| Єдиний Центр                      | 1                           | 2,8  |
| Політична партія «Нова політика»  | 1                           | 2,8  |
| Політична партія «Сильна Україна» | 1                           | 2,8  |

#### За округами
| № округу                          | Прізвище, ім'я, по батькові      | Дата визнання обраним | Освіта           | Партійна приналежність                  | Відомості про обраного депутата                                                  |
| --------------------------------- | -------------------------------- | --------------------- | ---------------- | --------------------------------------- | -------------------------------------------------------------------------------- |
| Єдиний Центр                      |                                  |                       |                  |                                         |                                                                                  |
| 14                                | Панченко Світлана Петрівна       | 03.11.2010            | вища             | член Єдиного Центру                     | загальноосвітня школа № 1 м. Кіровське, заступник директора з НР                 |
| Комуністична партія України       |                                  |                       |                  |                                         |                                                                                  |
| б/м                               | Мальцев Олександр Віталійович    | 03.11.2010            | вища             | член Комуністичної партії України       | загальноосвітня школа № 1 вечірня, вчитель іноземної мови                        |
| б/м                               | Князєв Василь Сергійович         | 03.11.2010            | середня          | член Комуністичної партії України       | пенсіонер                                                                        |
| б/м                               | Рибчук Володимир Петрович        | 03.11.2010            | середня          | член Комуністичної партії України       | Шахта «Комсомолець Донбасу», прохідник                                           |
| б/м                               | Макаренков Віктор Миколайович    | 03.11.2010            | вища             | член Комуністичної партії України       | Шахта ім. Чапаєва, електрослюсар                                                 |
| б/м                               | Нікітін Геннадій Федорович       | 03.11.2010            | середня          | член Комуністичної партії України       | пенсіонер                                                                        |
| б/м                               | Руденко Володимир Петрович       | 03.11.2010            | вища             | член Комуністичної партії України       | Райрада м. Шахтарська, консультант                                               |
| 8                                 | Боровик Світлана Анатоліївна     | 03.11.2010            | вища             | член Комуністичної партії України       | ДІАЦ, інженер                                                                    |
| 11                                | Прохоров Петро Борисович         | 03.11.2010            | середня          | позапартійний                           | ВАТ "Шахта «Комсомолець Донбасу», шахтар                                         |
| 16                                | Зелінський Валерій Григорович    | 03.11.2010            | вища             | позапартійний                           | загальноосвітня школа № 1 м. Кіровське, вчитель                                  |
| 17                                | Немеш Андрій Васильович          | 03.11.2010            | середня          | член Комуністичної партії України       | пенсіонер                                                                        |
| Партія регіонів                   |                                  |                       |                  |                                         |                                                                                  |
| б/м                               | Шабалін Володимир Анатолійович   | 03.11.2010            | вища             | член Партії регіонів                    | Кіровська центральна міська лікарня, головний лікар                              |
| б/м                               | Горбунов Олег Вікторович         | 03.11.2010            | вища             | член Партії регіонів                    | підприємець                                                                      |
| б/м                               | Гречушкіна Лариса Володимирівна  | 03.11.2010            | вища             | член Партії регіонів                    | Кіровська міська рада, секретар ради                                             |
| б/м                               | Ужва Алла Василівна              | 03.11.2010            | вища             | член Партії регіонів                    | ВАТ "Шахта"Комсомолець Донбасу", начальник відділу кадрів                        |
| б/м                               | Юрко Віктор Федорович            | 03.11.2010            | вища             | член Партії регіонів                    | ВАТ "Шахта"Комсомолець Донбасу", начальник дільниці                              |
| б/м                               | Шикіда Олена Валеріївна          | 03.11.2010            | вища             | член Партії регіонів                    | ВАТ "Шахта"Комсомолець Донбасу", головний геолог                                 |
| б/м                               | Самойленко Віктор Вікторович     | 03.11.2010            | вища             | позапартійний                           | ВАТ "Шахта"Комсомолець Донбасу", начальник дільниці                              |
| б/м                               | Марченко Валентина Михайлівна    | 03.11.2010            | вища             | член Партії регіонів                    | ВАТ "Шахта"Комсомолець Донбасу", провідний юрисконсульт                          |
| б/м                               | Афанасьєв Володимир Іванович     | 09.02.2011            | середня          | член Партії регіонів                    | ВАТ "Шахта"Комсомолець Донбасу", прохідник                                       |
| 1                                 | Гнилицька Алла Кузьмівна         | 03.11.2010            | вища             | член Партії регіонів                    | Єнакіївське управління по газифікації та газопостачанню, майстер дільниці        |
| 2                                 | Алтухов Микола Миколайович       | 03.11.2010            | середня          | член Партії регіонів                    | ВАТ "Шахта «Комсомолець Донбасу», механік                                        |
| 3                                 | Перепечина Валентина Анатоліївна | 03.11.2010            | середня          | член Партії регіонів                    | ВАТ "Шахта «Комсомолець Донбасу», завідувачка складом                            |
| 4                                 | Бабарика Світлана Володимирівна  | 03.11.2010            | вища             | член Партії регіонів                    | ВАТ "Шахта «Комсомолець Донбасу», майстер дільниці                               |
| 5                                 | Казмірішин Олександр Франкович   | 03.11.2010            | вища             | член Партії регіонів                    | ВАТ "Шахта «Комсомолець Донбасу», заступник начальника дільниці                  |
| 7                                 | Чайка Віктор Іванович            | 03.11.2010            | середня          | член Партії регіонів                    | ВАТ "Шахта «Комсомолець Донбасу», прохідник                                      |
| 9                                 | Шолота Сергій Дмитрович          | 03.11.2010            | незакінчена вища | позапартійний                           | Кіровський міський культурно-дозвіллєвий комплекс, директор                      |
| 10                                | Скорик Сергій Анатолійович       | 03.11.2010            | вища             | позапартійний                           | приватний підприємець                                                            |
| 12                                | Зайцев Валерій Іванович          | 03.11.2010            | вища             | позапартійний                           | приватний підприємець                                                            |
| 13                                | Соболєва Надія Петрівна          | 03.11.2010            | вища             | член Партії регіонів                    | загальноосвітня школа № 2 м. Кіровське, директор                                 |
| 15                                | Гречушкін Валерій Вікторович     | 03.11.2010            | вища             | член Партії регіонів                    | ВАТ "Шахта «Комсомолець Донбасу», заступник генерального директора з виробництва |
| 18                                | Овчаренко Юрій Анатолійович      | 03.11.2010            | вища             | член Партії регіонів                    | ВАТ "Шахта «Комсомолець Донбасу», начальник дільниці                             |
| Політична партія «Нова політика»  |                                  |                       |                  |                                         |                                                                                  |
| 6                                 | Фурик Наталя Павлівна            | 03.11.2010            | вища             | член Політичної партії «Нова політика»  | загальноосвітня школа № 3 м. Кіровське, вчитель                                  |
| Політична партія «Сильна Україна» |                                  |                       |                  |                                         |                                                                                  |
| б/м                               | Сімашко Микола Миколайович       | 03.11.2010            | незакінчена вища | член Політичної партії «Сильна Україна» | приватний підприємець                                                            |
| Політична партія «Союз Лівих Сил» |                                  |                       |                  |                                         |                                                                                  |
| б/м                               | Дашковець Нелля Броніславівна    | 03.11.2010            | вища             | член Політичної партії «Союз Лівих Сил» | Асоціація ОСББ «Молодіжний», голова правління                                    |
| б/м                               | Качанов Ігор Петрович            | 03.11.2010            | вища             | член Політичної партії «Союз Лівих Сил» | ОСББ «Гірняцький», управляючий                                                   |